# Zweden op de Olympische Zomerspelen 2004
Zweden nam deel aan de Olympische Zomerspelen 2004 in Athene, Griekenland. Net als vier jaar eerder haalde het vier gouden medailles. Alleen het aantal zilver en brons was dit keer minder.

## Medailleoverzicht
| Sport        | Olympiër                                                            | Discipline                | Medaille |
| ------------ | ------------------------------------------------------------------- | ------------------------- | -------- |
| Atletiek     | Stefan Holm                                                         | hoogspringen              | Goud     |
| Atletiek     | Christian Olsson                                                    | hink-stap-springen        | Goud     |
| Atletiek     | Carolina Klüft                                                      | zevenkamp                 | Goud     |
| Kanovaren    | Henrik Nilsson Markus Oscarsson                                     | K2 1000 m                 | Goud     |
| Paardensport | Malin Baryard Rolf-Göran Bengtsson Peter Eriksson Peter Fredericson | springconcours, team      | Zilver   |
| Worstelen    | Ara Abrahamian                                                      | Grieks-Romeins, tot 84 kg | Zilver   |
| Zeilen       | Therese Torgersson Vandella Zachrisson                              | 470 klasse                | Brons    |

## Resultaten en deelnemers per onderdeel

### Atletiek
Mannen 110 m horden:
- Robert Kronberg – Halve finale, 13.42 s (ging niet verder)

Vrouwen 100 m horden:
- Susanna Kallur – Halve finale, 12.67 s (ging niet verder)
- Jenny Kallur – Eerste ronde, 13.11 s (ging niet verder)

Mannen 200 m:
- Johan Wissman – Ronde 2, 20.74 s (ging niet verder)

Mannen 3.000m steeplechase:
- Mustafa Mohamed – Finale, 8:18.05 (13e plaats)

Vrouwen zevenkamp:
- Carolina Klüft – 6952 punten (goud)

Vrouwen verspringen:
- Carolina Klüft – Eerste ronde: 6.73 m, Finale: 6.63 m (11e plaats)

Mannen hink-stap-springen:
- Christian Olsson – Finale, 17.79 m (NR, goud)

Mannen hoogspringen:
- Stefan Holm – Finale, 2.36 m (goud)
- Staffan Strand – Eerste ronde, 2.25 m (ging niet verder)
- Linus Thörnblad – Eerste ronde, 2.20 m (ging niet verder)

Mannen polsstokhoogspringen:
- Patrik Klüft – Eerste ronde, 5.60 m (ging niet verder)

Vrouwen discus:
- Anna Söderberg – Eerste ronde: 55.49 m

### Badminton
Vrouwen enkel:
- Marina Andrievskaia – verslagen in de 1/16e finale

Gemengd dubbel:
- Fredrik Bergström en Johanna Persson – verslagen in de kwartfinale

### Boksen
- Patrick Bogere, 64 kg, lost first ronde

### Boogschieten
Mannen individueel:
- Magnus Petersson – 23e plaats
- Jonas Andersson – 25e plaats
- Mattias Eriksson – 39e plaats

Mannen teamwedstrijd:
- Jonas Andersson, Mattias Eriksson en Magnus Petersson – 9e plaats

### Kanovaren
- Markus Oscarsson, Henrik Nilsson, K2, 1000 m, 1e plaats (goud)
- Anders Gustafsson, K1, 500 m/1000 m
- Anna Karlsson, Sofia Paldanius, K2 500 m

### Schoonspringen
Vrouwen 3 m plank:
- Anna Lindberg – Kwalificatie: 255.63 (19e plaats)

### Paardensport
Dressuur:
- Jan Brink, (Briar), individueel en team
- Louise Nathhorst (Guinness), team
- Tinne Wilhelmsson (Just Mickey), team
- Minna Telde (Sacks), team

Springconcours:
- Malin Baryard, (Butterfly Flip),ind/team (zilver medaille)
- Rolf-Göran Bengtsson (Mac Kinley), team (zilver medaille)
- Peter Eriksson (Cardento), team (zilver medaille)
- Peder Fredricsson (Magic Bengtsson), team (zilver medaille)

Eventing:
- Linda Algotsson, ind
- Magnus Gällerdal, team, ind
- Sara Algotsson, team, ind

### Gymnastiek
Turnen, vrouwen
- Veronica Wagner – ging niet verder

### Judo
Vrouwen 52 kg:
- Sanna Askelöf – verloor in de 1/16e finale; herkansing: uitgeschakeld in 1/8e finale

### Moderne vijfkamp
Mannen:
- Erik Johansson – 23e plaats

### Roeien
- Frida Svensson, skiff

### Schieten
- Emil Andersson, 10 m bewegend doel 4e
- Håkan Dahlby, dubbeltrap 5e
- Pia Hansen, trap 9e, dubbeltrap 9e
- Niklas Bergström, 10 m bewegend doel 12e
- Sven Haglund, 50 m geweer 3 posities, 10 m luchtgeweer 29e
- Roger Hansson, 50 m geweer 3 posities, 50 m kleinkalibergeweer 32e
- Jonas Edman, 50 m kleinkalibergeweer 32e
- Marcus Åkerholm, 10 m luchtgeweer 33e

### Tafeltennis
- Peter Karlsson, enkelspel, verloor in de derde ronde
- Jörgen Persson, enkelspel, verloor in de achtste finale
- Jan-Ove Waldner, enkelspel, vierde
- Jörgen Persson & Jan-Ove Waldner, dubbelspel, verloor in de kwartfinale

### Tennis
- Jonas Björkman, enkel/dubbel,
- Joachim Johansson, enkel/dubbel,
- Robin Söderling, enkel,
- Thomas Enqvist, enkel.

### Voetbal

#### Vrouwentoernooi
- Voorronde: 1-0-1
- Kwartfinale: versloeg Australië, 2-1
- Halve finale: verslagen door Brazilië, 1-0
- Brons wedstrijd: verslagen door Duitsland, 1-0 (→ Vierde plaats)

Doelman:
- Caroline Jönsson, Malmö FF, Hedvig Lindahl.

Verdedigers:
- Kristin Bengtsson, DIF/Älvsjö,
- Sara Larsson, Malmö FF,
- Hanna Marklund, Umeå IK,
- Jane Törnqvist, DIF/Älvsjö,
- Karolina Westberg, Malmö FF,
- Frida Östberg, Umeå IK.

Middenvelders:
- Malin Andersson, Malmö FF,
- Linda Fagerström, DIF/Älvsjö,
- Malin Moström, Umeå IK,
- Sara Johansson, DIF/Älvsjö,
- Therese Sjögran, Malmö FF,
- Anna Sjöström, Umeå IK.

Aanvallers:
- Hanna Ljungberg, Umeå IK,
- Salina Olsson, HIF,
- Victoria Svensson, DIF/Älvsjö,
- Josefine Öqvist, Bälinge.

### Volleybal
Mannen beachvolleybal:
- Björn Berg en Simon Dahl
  - Prelims: 1-2
  - Laatste 16: verslagen met 2-0 door Javier Bosma en Pablo Herrera, Spanje

### Wielersport
- Madeleine Lindberg, weg, 49e
- Susanne Ljungskog, weg (33e) en baan
- Camilla Larsson, weg, (niet gefinisht)
- Magnus Bäckstedt, weg (niet gefinisht) en baan
- Thomas Lövkvist, weg, (niet gefinisht)
- Marcus Ljungqvist, weg, 14e
- Gustav Larsson, weg, 72e
- Maria Östergren, mountainbike
- Fredrik Kessiakoff, mountainbike.

### Worstelen
- Sara Eriksson, 63 kg,
- Ida-Theres Karlsson, 55 kg,
- Jimmy Samuelsson, 66 kg,
- Ara Abrahamian, 84 kg, 2e plaats
- Martin Lidberg, 96 kg,
- Mohammad Babulfath, 74 kg,
- Eddy Bengtsson, 120 kg.

### Zeilen
- Fredrik Lööf, star,
- Anders Ekström, star,
- Johan Molund, Martin Andersson, 470, 19e plaats
- Karl Suneson, laser,
- Martin Strandberg, tornado,
- Kristian Mattsson, tornado,
- Therese Torgersson, Vendela Zachrisson, 470, 3e plaats
- Daniel Birgmark, finn.

### Zwemmen
- Vrouwen, estafette, (4x100 vrij/4x100 wissel/4x200 vrij),
- Therese Alshammar, 50 m vrij/4x100 m vrij,
- Anna-Karin Kammerling, 100 m vlinderslag/4x100 m vrij,
- Josefin Lillhage, 200 m vrij/4x100 vrij/4x200 vrij,
- Johanna Sjöberg, 4x100 m vrij/4x200 m vrij,
- Ida Mattson, 4x200 m,
- Lotta Wänberg, 4x200 m,
- Cathrin Carlzon, 4x100 m,
- Maria Östling, 100 m school,
- Malin Svahnström, estafette.
- Men, estafette(4x100 m vrij),
- Martin Gustavsson, 100 m school/200 m school,
- Stefan Nystrand, 50 m vrij/4x100 m vrij,
- Mattias Ohlin, 4x100 m,
- Petter Stymne, 4x100 m,
- Lars Frölander, 4x100 m,
- Erik Andersson, 4x100 m,
- Eric la Fleur, 4x100 m.

## Officials
- President: Stefan Lindeberg
- Secretaris-Generaal: Gunilla Lindberg

Afghanistan · Albanië · Algerije · Amerikaanse Maagdeneilanden · Amerikaans-Samoa · Andorra · Angola · Antigua en Barbuda · Argentinië · Armenië · Aruba · Australië · Azerbeidzjan · Bahama's · Bahrein · Bangladesh · Barbados · België · Belize · Benin · Bermuda · Bhutan · Bolivia · Bosnië en Herzegovina · Botswana · Brazilië · Britse Maagdeneilanden · Brunei · Bulgarije · Burkina Faso · Burundi · Cambodja · Canada · Centraal-Afrikaanse Republiek · Chili · China · Chinees Taipei · Colombia · Comoren · Congo-Brazzaville · Congo-Kinshasa · Cookeilanden · Costa Rica · Cuba · Cyprus · Denemarken · Djibouti · Dominica · Dominicaanse Republiek · Duitsland · Ecuador · Egypte · El Salvador · Equatoriaal-Guinea · Eritrea · Estland · Ethiopië · Fiji · Filipijnen · Finland · Frankrijk · Gabon · Gambia · Georgië · Ghana · Grenada · Griekenland · Groot-Brittannië · Guam · Guatemala · Guinee · Guinee‑Bissau · Guyana · Haïti · Honduras · Hongarije · Hongkong · Ierland · IJsland · India · Indonesië · Irak · Iran · Israël · Italië · Ivoorkust · Jamaica · Japan · Jemen · Jordanië · Kaaimaneilanden · Kaapverdië · Kameroen · Kazachstan · Kenia · Kirgizië · Kiribati · Koeweit · Kroatië · Laos · Lesotho · Letland · Libanon · Liberia · Libië · Liechtenstein · Litouwen · Luxemburg · Macedonië · Madagaskar · Malawi · Malediven · Maleisië · Mali · Malta · Marokko · Mauritanië · Mauritius · Mexico · Micronesië · Moldavië · Monaco · Mongolië · Mozambique · Myanmar · Namibië · Nauru · Nederland · Nederlandse Antillen · Nepal · Nicaragua · Nieuw-Zeeland · Niger · Nigeria · Noord-Korea · Noorwegen · Oeganda · Oekraïne · Oezbekistan · Oman · Oostenrijk · Oost‑Timor · Pakistan · Palau · Palestina · Panama · Papoea-Nieuw-Guinea · Paraguay · Peru · Polen · Portugal · Puerto Rico · Qatar · Roemenië · Rusland · Rwanda · Saint Kitts en Nevis · Saint Lucia · Saint Vincent en Grenadines · Salomonseilanden · Samoa · San Marino · Sao Tomé en Principe · Saoedi-Arabië · Senegal · Servië en Montenegro · Seychellen · Sierra Leone · Singapore · Slovenië · Slowakije · Soedan · Somalië · Spanje · Sri Lanka · Suriname · Swaziland · Syrië · Tadzjikistan · Tanzania · Thailand · Togo · Tonga · Trinidad en Tobago · Tsjaad · Tsjechië · Tunesië · Turkije · Turkmenistan · Uruguay · Vanuatu · Venezuela · Verenigde Arabische Emiraten · Verenigde Staten · Vietnam · Wit-Rusland · Zambia · Zimbabwe · Zuid-Afrika · Zuid-Korea · Zweden · Zwitserland